# Escuelas Públicas de Trenton
Las Escuelas Públicas de Trenton (Trenton Public Schools) es un distrito escolar de Nueva Jersey. Tiene su sede en Trenton.
A partir de 2015 el actual superintendente del distrito es Dr. Francisco Durán. El distrito gestiona un programa bilingüe para estudiantes que hablan español.
En 2014 el distrito escolar y el Trenton Special Parent Advocacy Group establecieron un programa de enriquecimiento después de clases para niños con necesidades especiales.